# Savignano Irpino
Savignano Irpino je italská obec v provincii Avellino v oblasti Kampánie.
V roce 2012 zde žilo 1 151 obyvatel.

## Sousední obce
Ariano Irpino, Greci, Montaguto, Monteleone di Puglia (FG), Panni (FG)

## Vývoj počtu obyvatel
Zdroj: 